# Diputación Provincial de Lérida
La Diputación de Lérida es un organismo público de España encargado de competencias administrativas para el gobierno y administración de la provincia de Lérida, provincia perteneciente a la Comunidad Autónoma de Cataluña. 
La composición de su pleno se realiza a través de una elección indirecta, a partir de los resultados en las elecciones municipales de la provincia. Actualmente, Joan Talarn Gilabert es el presidente de la Diputación de Lérida. La sede se encuentra en la Rambla de Ferran y calle del Carme de Lérida, el Palacio de la Diputación de Lérida, que era un antiguo Hospicio.

## Historia
La Diputación de Lérida empezó a funcionar el 5 de mayo de 1822, en unos locales del Palacio Sanaüja (ahora sede de la Paeria de Lérida), duró dieciséis meses y no volvió a ponerse en marcha hasta que llegó de nuevo el régimen liberal el 1836. En el año 1925 y hasta la finalización de la dictadura de Primo de Rivera dejó de existir de nuevo y durante la II República desaparecieron las diputaciones en Cataluña hasta la llegada del general Franco que reinstauró la Diputación en 1938.
La Diputación ha utilizado diferentes edificios como sede hasta que en 1898 se instaló en el antiguo Hospicio, actualmente llamado Palacio de la Diputación.

## Presidentes

### Desde 1979
| Legislatura      | Partido político     | Partido político | Presidente de la Diputación | Nombramiento | Cese |
| ---------------- | -------------------- | ---------------- | --------------------------- | ------------ | ---- |
| I legislatura    |                      | UCD              | Jaume Culleré i Calvís      | 1979         | 1983 |
| II legislatura   |                      | PSC              | Ramon Vilalta i Oliva       | 1983         | 1987 |
| III legislatura  |                      | CDC              | Ramon Companys i Sanfeliu   | 1987         | 1990 |
| III legislatura  | Josep Grau i Seris   | CDC              | 1990                        | 1991         |      |
| IV legislatura   | Josep Grau i Seris   | CDC              | 1991                        | 1995         |      |
| V legislatura    | Josep Grau i Seris   | CDC              | 1995                        | 1999         |      |
| VI legislatura   | Josep Pont i Sans    | CDC              | 1999                        | 2003         |      |
| VII legislatura  | Isidre Gavín i Valls | CDC              | 2003                        | 2007         |      |
| VIII legislatura |                      | ERC              | Jaume Gilabert i Torruella  | 2007         | 2011 |
| IX legislatura   |                      | CDC              | Joan Reñé i Huguet          | 2011         | 2015 |
| X legislatura    | 2015                 | CDC              | Joan Reñé i Huguet          | 2018         |      |
| X legislatura    |                      | PDeCAT           | Rosa Maria Perelló Escoda   | 2018         | 2019 |
| XI legislatura   |                      | ERC              | Joan Talarn Gilabert        | 2019         | 2023 |
| XII legislatura  | 2023                 | ERC              | Joan Talarn Gilabert        | Presente     |      |

## Composición
Integran la Diputación Provincial 25 diputados y, como órganos de gobierno: el presidente, los vicepresidentes, la Corporación, el Pleno y las comisiones informativas.
Tras las elecciones municipales de 2023, la Diputación quedó así:
| Actual distribución de la Diputación tras las elecciones municipales de 2023 | Actual distribución de la Diputación tras las elecciones municipales de 2023 | Actual distribución de la Diputación tras las elecciones municipales de 2023 | Actual distribución de la Diputación tras las elecciones municipales de 2023 | Actual distribución de la Diputación tras las elecciones municipales de 2023 |
| Partido político                                                             | Votos                                                                        | %                                                                            | Diputados                                                                    |                                                                              |
| ---------------------------------------------------------------------------- | ---------------------------------------------------------------------------- | ---------------------------------------------------------------------------- | ---------------------------------------------------------------------------- | ---------------------------------------------------------------------------- |
| Junts per Catalunya-Compromís Municipal (JUNTS-CM)                           | 47.775                                                                       | 27,14%                                                                       | 10                                                                           |                                                                              |
| Esquerra Republicana de Catalunya-Acuerdo Municipal (ERC-AM)                 | 48.220                                                                       | 27,40%                                                                       | 8                                                                            |                                                                              |
| Partido de los Socialistas de Cataluña-Candidatura de progreso (PSC-CP)      | 30.977                                                                       | 17,60%                                                                       | 4                                                                            |                                                                              |
| Partido Popular Catalán (PPC)                                                | 10.444                                                                       | 5,93%                                                                        | 2                                                                            |                                                                              |
| Ara Pacte Local (ARA PL)                                                     | 8.465                                                                        | 4,81%                                                                        | 1                                                                            |                                                                              |

### Distribución de escaños por partidos judiciales
| Partido judicial    |    |   |   |   |   | Diputados |
| ------------------- | -- | - | - | - | - | --------- |
| Balaguer            | 1  | 2 |   |   |   | 3         |
| Borjas Blancas      | 1  |   |   |   |   | 1         |
| Cervera             | 2  | 1 |   |   |   | 3         |
| Lérida              | 4  | 3 | 3 | 2 | 1 | 13        |
| Seo de Urgel        | 1  |   |   |   |   | 1         |
| Solsona             | 1  |   |   |   |   | 1         |
| Sort                |    | 1 |   |   |   | 1         |
| Tremp               |    | 1 |   |   |   | 1         |
| Viella y Medio Arán |    |   | 1 |   |   | 1         |
| Total               | 10 | 8 | 4 | 2 | 1 | 25        |

## Patronatos y fundaciones
La Diputación de Lérida ha impulsado los siguientes patronatos y fundaciones: 
- El Patronato de Turismo
- El Instituto de Estudios Ilerdenses
- El Centro Europeo de Empresas e Innovación
- El Patronato de Promoción Económica
- La Orquesta Sinfónica Julià Carbonell

## Patrimonio
La Diputación de Lérida es titular de los siguientes inmuebles: 
- El Palacio de la Diputación
- El Hospital de Santa María de Lérida
- El Monasterio de Avinganya
- El Edificio Diputación 2
- El Albergue de Bonrepós
- El Complex de la Caparrella
- Torre Vicens

### Castillos
- El Castillo de Alós de Balaguer
- El Castillo de Bar
- El Castillo de Castellbó
- La Torre de vigía de Cuencas
- La Torre de vigía de Escaló
- El Castillo de Guimerá
- La Torre de vigía de Montllobar
- El Castillo de Orcau
- El Castillo de Rialp
- La Torre de vigía de Puigcercós